# Annea Lockwood
Annea Lockwood, née le 29 juillet 1939 à Christchurch, est une compositrice américaine d'origine néo-zélandaise. Elle a enseigné la musique électronique au Vassar College. Ses œuvres comportent souvent des enregistrements de sons naturels. Elle a aussi enregistré des pièces inspirées par le mouvement artistique fluxus, impliquant la combustion ou la noyade de pianos.

## Vie et carrière
Annea Lockwood étudie la composition à l'Université de Canterbury en Nouvelle-Zélande, sanctionné d'un Bachelor of Music avec les honneurs. Elle poursuit l'étude de la composition au sein de plusieurs institutions à travers l'Europe avec de grands professeurs : le Royal College of Music avec Peter Racine Fricker (1961–1963), la Darmstädter Ferienkurse avec Gottfried Michael Koenig (1963–1964), la Hochschule für Musik de Cologne et également aux Pays-Bas. À la fin des années 1960 et au début des années 1970, Lockwood se produit et compose en Europe, mais fait de Londres sa résidence dès 1964, où elle donne par exemple des non-conférences à l'anti-université. Ses compositions comportent des instruments non conventionnels, tels que des tubes de verre et pianos, des pianos couverts de mousses, qu'elle décrit comme des sculptures sonores et présentés en interprétation de pièces avec d'autres poètes des sons et intégrées à une chorégraphie, notamment avec l'aide de son époux, Harvey Matusow. Lockwood est surtout connue pour « The Glass Concert » (1967), qui a été publié dans l'éphémère magazine américain Source: Music of the Avant Garde, puis enregistrée et publiée par le label Tangent Records.
Dans les années 1970, bien que son travail soit toujours situé dans le domaine de la musique, Lockwood commence à composer ce qui pourrait être considéré comme des pièces d'art en performance. Ils sont considérés ainsi parce que l'essence même des idées de composition fait le public et les agents d'environnement de la pièce. Elle a également été appelée à collaborer avec différents chorégraphes, des poètes du son et des artistes visuels. En 1973, après avoir été invité à enseigner au Hunter College, Lockwood s'installe à New York. À cette époque, Lockwood travaille avec des sons environnementaux, les capturant et construisant des compositions développées autour d'un environnement d'inspiration : A Sound Map of the Hudson River (1982) World Rhythms (1975) et des parties construites sur des archétypes et des conversations avec des gens importants, Conversations with the Ancestors (1979), composé sur des conversations avec quatre femmes au début des années 1980, Exécution Delta (1982, basé sur une conversation avec le sculpteur Walter Wincha), Une seule pièce, Trois Histoires Courtes et Apothéose (1985) utilise ce que Lockwood nomme le Soundball, dispositif recouvert de mousse, constitué de six petits haut-parleurs et d'un récepteur radio. L'impulsion donnée à ce matériel inhabituel était de « mettre du son dans les mains des danseurs ». Lors d'un interview avec Peter Shea en 2013, elle a parlé de son développement en tant que compositeur et ses processus de travail, en particulier la manière avec laquelle elle travaille avec les sons de l'eau. Les pièces les plus récentes de Lockwood sont écrites pour des instruments acoustiques et électriques. Dans ses compositions et incorpore le multimédia et des instruments autochtones : Thousand Year Dreaming (1991) est une pièce pour quatre didgeridoos et des mélanges des images de la grotte de Lascaux lors d'un concert. En 2002, Lockwood commence à travailler sur son projet, A Sound Map of the Danube River, qui rassemble des sons enregistrés sur une variété de sites à la surface, à l'intérieur et autour du fleuve. En 2007, Lockwood a reçu le prix Henry Cowell pour son travail.
Ses idées progressistes et l'étendue de sa gamme est très vaste ; microtonales, électro-acoustiques, paysages sonores et musique vocale…. elle semble avoir exploré et a exprimé dans la composition moderne des espaces précédemment ignorées. Sa musique a été présentée lors de festivals à travers le monde, notamment en Allemagne, la Scandinavie, l'Italie, la Grande-Bretagne, l'Australie, la Nouvelle-Zélande et les États-Unis. Lockwood, professeur émérite au Vassar College, de New York depuis 1982, a pris sa retraite de l'enseignement, mais elle écrit toujours écrit et interprète ses œuvres. Ses enregistrements sont distribués par le biais des labels Lovely Music, Experimental Intermedia XI, ?Wath Next?/OO Discs, Rattle Records (NZ), Harmonia Mundi, Earth Ear, CRI et Finnadar/Atlantic.

### Vie privée
Annea Lockwood est ouvertement lesbienne.

## Revues et articles
- Music review | Sound like now, A 'Bring Your Own Improvisation' Party d'Allan Kozinn, New York Times, 16 octobre 2004
- Environnement ; Inside, An Echo Of a River  de James Gorman, New York Times, 9 mars 2003
- Art From a River's Past (and Its Present) de Dinita Smith, New York Times, 18 janvier 2001
- Music ; Electronic Music, Always Current de Kyle Gann, New York Times, 9 juillet 2000
- It's Sound, It's Art, and Some Call It Music  de Kyle Gann, New York Times, 9 janvier 2000
- Classical Music in Review  de Bernard Holland, New York Times, 20 avril 1993
- Review/Music ; Electronic Components In Work by 3 Composers de John Rockwell, New York Times, 10 décembre 1989
- Music review ; Bang on a Can Uptown Cultivates Crossover d'Allan Kozinn, New York Times, 23 mai 1995
- Review/Music ; Electronic Components In Work by 3 Composers de John Rockwell, New York Times, 10 décembre 1989

## Discographie
- Thousand Year Dreaming/Floating World (2007, Pogus 21045-2)
- 60x60 (2003, Capstone Records CPS-8744)
- Breaking the Surface (1999, Lovely Music CD 2082)
- World Rhythms, on Sinopah (qui comprend également « I Come Out of Your Sleep » de Ruth Anderson) (1998, Experimental Intermedia XI 118)
- The Glass World (1997, Nonsequitur/?What Next? WN 0021 & O.O. Discs)
- The Angle of Repose, on Sign of the Times - Thomas Buckner, baryton (Lovely Music CD 3022)
- Thousand Year Dreaming (1993, Nonsequitur/?What Next? WN 0010 & O.O. Discs 0041)
- Night and Fog on Full Spectrum Voice - Thomas Buckner, baryton (1991, Lovely Music, CD 3021)
- A Sound Map of the Hudson River (1989, Lovely Music CD 2081)
- Ear-Walking Woman
- Sign Of The Times
- Women in Electronic Music: New Music for Electronic & Recorded Media
- Nautilus on The Aerial: Issue #2
- Red Mesa, Loretta Goldberg, claviers (Opus One 00152)
- Tiger Balm (Opus One 70)